# インディゴチルドレン
インディゴチルドレン（英：Indigo children）はニューエイジの概念であり、特別で変わった特徴を持ち、時には 超自然的な能力を持つとされる子どもたちのことである。クリスタルチルドレン、スターチルドレンと呼ばれることもある。
この概念は、1970年代にナンシー・アン・タピーが言及したのが始まりで、後にジャン・トーバーとリー・キャロルが発展させた。やがて1990年代後半に発刊された数々の本によりインディゴチルドレンの概念は広まり、続く10年間でいくつかの映画も作られ、その性質と能力に関する会議も開かれた。
彼らの特徴は、テレパシーなどの超常現象 的な能力を持ち、人類の進化における次のステージを示すというものから、同年代の子供たちより共感的でクリエイティブだとするものまで幅広く存在する。
インディゴチルドレンの存在について科学的研究による裏付けはないものの、この現象は、学習障害と診断された子どもを持つ親や、自分の子どもが特別であると信じる親には訴えかけるものがあるようだ。批評家は、親が子どもに小児治療や精神的診断を受けさせないために使われる概念だと見ている。インディゴチルドレンの特徴を表すリストは曖昧で、誰にでも当てはまるものであり、バーナム効果（誰にでも該当するような曖昧で一般的な性格をあらわす記述を、自分だけに当てはまる性格なものだと捉えてしまう心理学の現象）をもたらすものだと批判している。

## 起源
インディゴチルドレンという言葉は、超心理学者で共感覚を持つ超能力者であるナンシー・アン・タピーによって、1970年代に名付けられた。1982年に出版された彼女の著書『色で人生を理解する 』（Understanding Your Life Through Color）において、1960年代中ごろ、彼女はインディゴのオーラを持つ子供たちが多くいること気付いたのが始まりだったと述べている。（別の著書では、自分の共感覚を通じて、インディゴの”ライフカラー”を持つ子どもを発見したと言及している）
この概念は、1998年に出版されたリー・キャロルとジャン・トーバーの著書『インディゴチルドレン』で有名になった。2002年にはハワイでインディゴチルドレンについて国際会議が開かれ、600人が参加し、のちにフロリダとオレゴンでも開かれた。このテーマについて数本の映画も作られている。彼らをテーマとする映画も撮られ、2003年には「インディゴ（映画）」、2005年にはジェイムズ・トワイマンによるドキュメンタリーが上映された。
サラ・W・ウェドンは2009年に学会誌「ノヴァ・レリジオ（新しい宗教）」に寄稿した記事で、インディゴチルドレンという概念は、”アメリカの子どもたちの明らかな危機”にあることを端的に示しており、それは若者の暴力やADDやADHDという診断の形で世の中に提示されていると述べた。

## 挙げられる特徴
インディゴチルドレンの代表的な特徴は、以下のようなものを含む。
- 共感的で、好奇心旺盛、セルフコントロールに長けている
- 家族や友人には、変わっていると思われる
- 自分という存在に対するしっかりした定義と目的意識を持つ
- 幼いころから無意識のうちにスピリチュアルなことに強い興味を示す（必ずしも宗教的なこととは限らない）
- 自分には生まれてくる意義があったと強く信じる

その他
- 直観能力がある

トーバーとキャロルによると、インディゴチルドレンは権威主義に対する反抗意識や、彼らが教師よりも賢く、スピリチュアル的に成熟していること、罪悪感、恐れの感覚の欠落から、従来の学校教育に適応することが難しいとされる。
心理学者のラッセル・バークレーによると、ニューエイジムーブメントは、インディゴチルドレンの存在に関して経験的証拠を欠いており、その特徴もバーナム効果であって誰にでも当てはまる曖昧なものであるとしている。さらにインディゴであるという判断も、科学的研究に裏付けられた医学的診断に対する代替案に過ぎないと述べる。
科学的根拠がないことは、インディゴ支持者たちも認めていて、その中には『インディゴチルドレンを育てる（The Care and Feeding of Indigos）』の著者であるドリーン・ヴァーチューや、インディゴ現象に関するドキュメンタリー映画を撮影したジェイムズ・トワイマンも含まれる。ヴァーチューは、Doctor of Philosophy（英語圏で授与されている博士号）を持つことで知られるが、学位の認定校制度で認められていないディプロマミルのカリフォルニアコースト大学で授与されたものであるとして批判されている。

### 医学的診断に対する代替案としてのインディゴチルドレン
元哲学教授であり、懐疑主義者のロバート・トッド・キャロルは、インディゴ現象を提唱する人たちは資格や専門が様々に異なり、インディゴチルドレンに該当すると言われる子どもたちを持つ親が、ナルシシスト的な育児をしたことや精神的な病気を示唆する診断に対する代替案として、自分の子どもをインディゴと呼びたがると批判している。これは心理学会に普及している考え方である。
精神衛生の専門家は、問題のある児童をインディゴと呼ぶことは、適切な診断と治療を遅らせ、子どもや両親に対するサポートを受けられなくなることを懸念している。インディゴチルドレンの特徴は、単に不従順さと注意欠陥を散文的に翻案しただけだと言う人もいる。

### ADHD（注意欠陥・多動性障害）との関係
インディゴチルドレンと言われる子供たちの多くは、注意欠陥・多動性障害と診断される。
心理学者のデヴィッド・コーヘンは「医学的な観点では、ADHDは障害や疾患であるが、親なら自分の子どもに疾患があると考えるよりも、才能を持つと考える方がずっと魅力的だ」と指摘している。
インディゴチルドレンの概念は、ADHD患者が症状をコントロールするためにリタリンを過剰に処方されていることとも結びついているとロバート・トッド・キャロルは述べる。「リタリンの使用についてのヒステリックな誇大宣言があり、インディゴチルドレンのような本を真面目に受け取られるようになった。自分たちの子どもに脳の障害があると考えるより、彼らは特別なミッションを持つ選ばれた子どもたちだと考えたくない親はいないだろう」
カリフォルニア大学バークレー校の心理学教授ステファン・ヒンショーは、子どもたちに対する過剰投薬への懸念は正当であり、ギフテッドであるADHDの子どもたちでさえ、まるで自由に学ばせるよりは、当初は困難であっても、結果的には構造的学習の方が効果が高いと述べている。
インディゴチルドレンと考えられる多くの子どもたちは、ホームスクーリングを受けている。彼らの多くは、ナルシシスト的な親に育てられた、もしくは感情的な虐待を受けてきた子供たちと同じ特徴を見せることがある。
2011年の研究によると、インディゴチルドレンである子どもを持つ親たちは、ADHDの症状を問題視するより、もっとポジティブなものと捉え、ストレスや失望を感じることが少ないことが分った。しかしそれでもなお、ADHDの診断を持たない子どもを持つ親よりは、ネガティブな感情や葛藤を経験するようである。

### 自閉症との関連
インディゴチルドレンの派生的存在であるクリスタルチルドレンは、自閉症研究家のミッツィ・ウォルツによって、自閉症スペクトラム障害との関連を示されている。主唱者たちは、自閉症の症状をテレパシー能力であると考え、ポジティブな特徴とカテゴライズしようと試みているが、ウォルツによると、この考え方には潜在的な危険があって、障害の存在を否定し、効果の実証された治療を拒み、助けにならない介助に相当額のお金を費やすことになると述べている。また親たちは、自己を美化し、混乱させ、場合によっては恐れを生じさせる固定観念を子どもたちに植え付けているとも言う。

## インディゴチルドレンと商業主義
インディゴチルドレンの概念は、子どもたちの要求ではなく、いわゆる専門家による本やDVD、高額なカウンセリング、サマーキャンプ、会議などの商業主義的なものとなってしまっているという批判もある。

## 新宗教についての議論
ナンシー・アン・タピーは、インディゴチルドレンの中には、新宗教を導く存在がいると期待している。
ペイガニズムの作家、ローナ・テダーは、彼女の知っている限り、子どもを持っている、またはこれから生む予定のペイガン女性は、自分の子どもがインディゴチルドレンだと信じていると語った。
同じくペイガニズムの作家であるS．ゾーラ・カーマ二は、「権威主義に対する問題やコントロールできない感情、過剰なエゴがあるとしても、センシティブで、サイキックであり、強い意志を持つインディゴチルドレンは、ペイガンの両親にとって理想的な子孫である」と述べた。しかしインディゴチルドレンという概念は、子どもたちのサイキック能力よりは、進化の遅れた大衆との違いを望む、親自身の望みや欲望に関するものだと考えている。
ダニエル・クラインは、そのエッセイ『ニューキッズ』の中で、無垢な子どもたちがスピリチュアルな能力を持つというマジカルな考え方は、何世紀にも渡って存在し、インディゴチルドレン現象は、科学的根拠を持つ医学に対する宗教的な拒絶であると述べている。またクラインは、ナンシー・アン・タピーが著書で示した考えは、神智学者のチャールズ・ウェブスター・レッドビーターから借用しており、彼女独自の視点は、子どもたちとインディゴという色のつながりを指摘した部分だけであるとしている。さらにキャロルとトーバーの両者は、インディゴチルドレンに関する自分たちの説を正当化するために、従来の宗教的価値観からは距離を置いていて、宗教懐疑主義者とニューエイジ論者は共に、インディゴチルドレンの存在に関する信念を正当化するため、科学を利用したアピールをしているとも批判した。
2014年に、ケンブリッジ大学で行われたアイデアフェスティバルで、人類学者のベス・シングラーは、インディゴチルドレンという言葉は、ジェダイズム（スターウォーズのストーリーに基づく哲学）と共に、新宗教の中でどのように機能しているかについて討論した。シングラーは、インディゴ現象に関する研究を、広義において、子どもたちを巡る危機的状況、彼らに対する育児法や教育、ADDやADHDなどの診断、ビッグファーマやワクチンに対する陰謀説に関する包括的な議論の一部であると捉えている。